# Oxalis tortuosa
Oxalis tortuosa là một loài thực vật có hoa trong họ Chua me đất. Loài này được Lindl. mô tả khoa học đầu tiên năm 1829.